# Amphion
Amphion es un género de lepidópteros de la familia Sphingidae. Es monotípico, es decir que contiene una sola especie, Amphion floridensis. Vive en el este de Estados Unidos y Canadá. Se la reconoce por las dos bandas brillantes amarillas a través del abdomen.

## Descripción
La envergadura es de 37–55 mm.

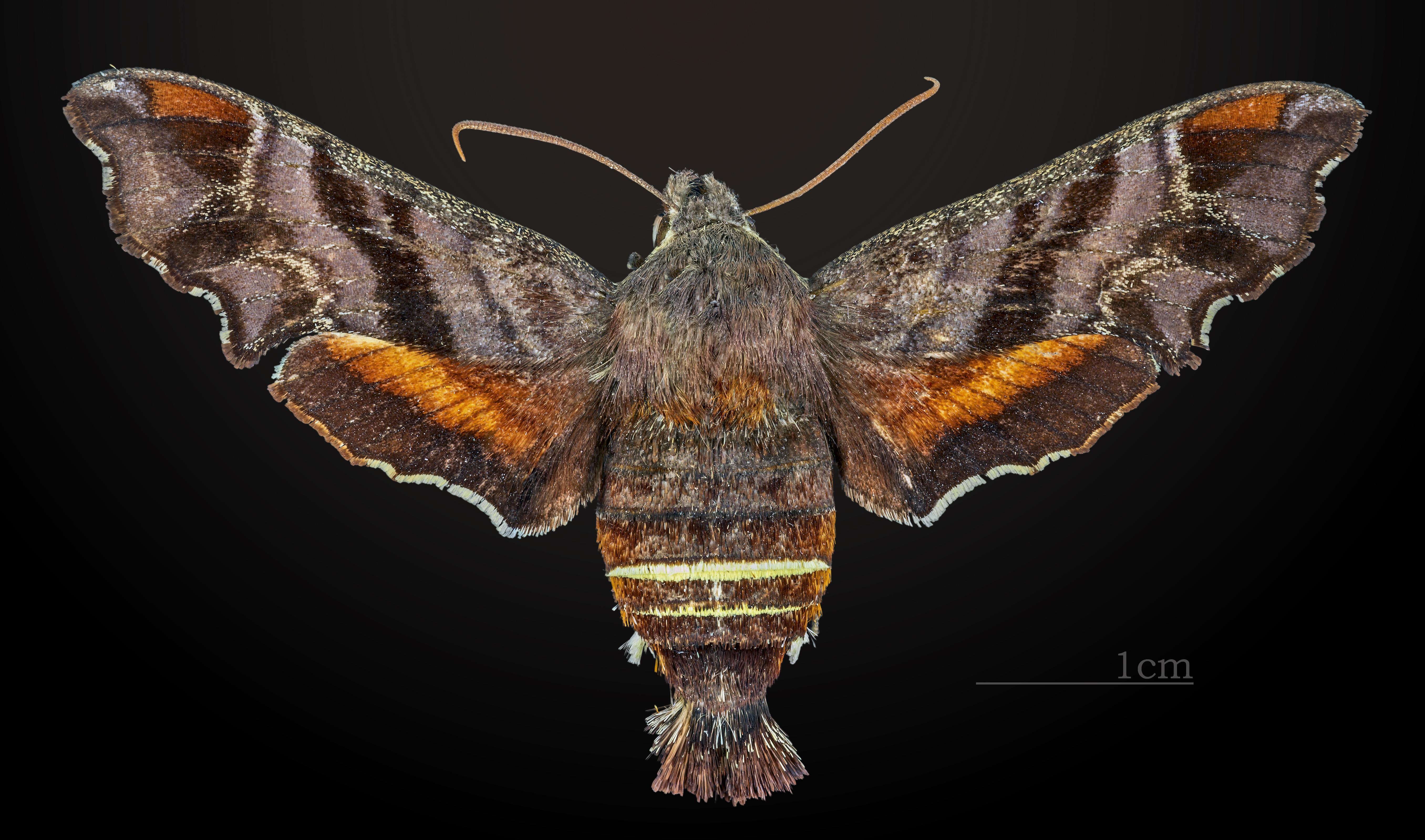
Hembra
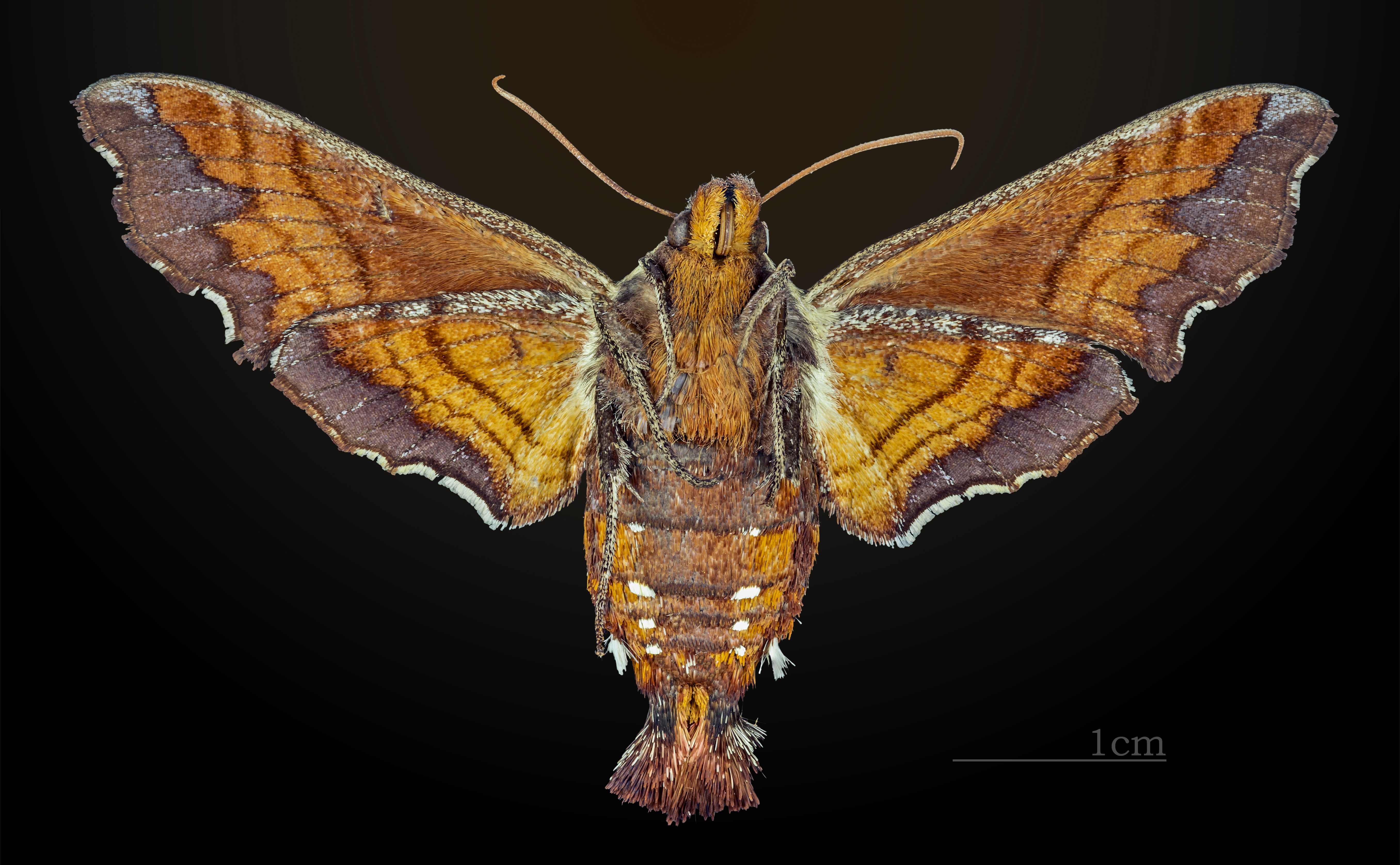
Hembra vista ventral
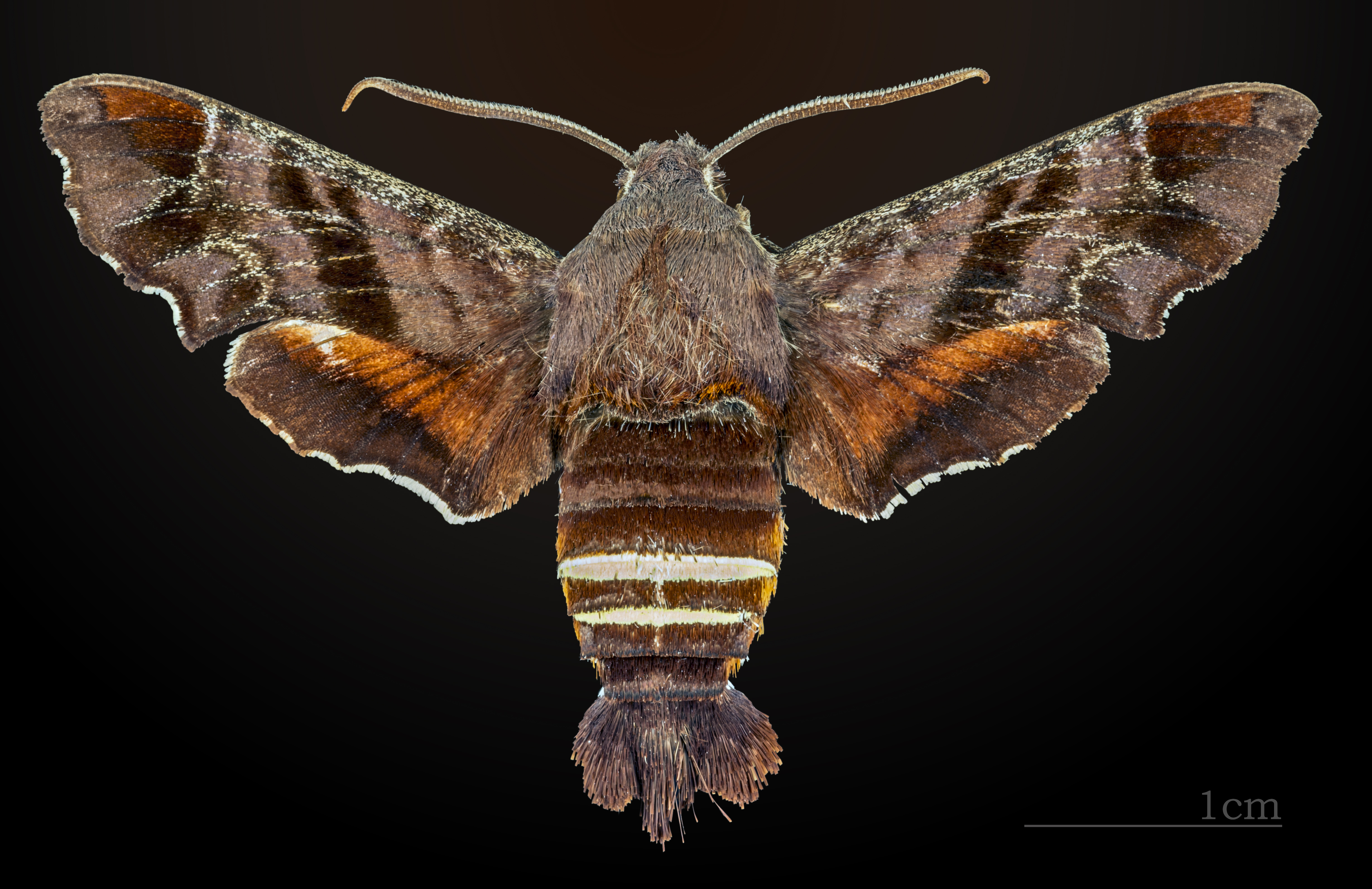
Macho
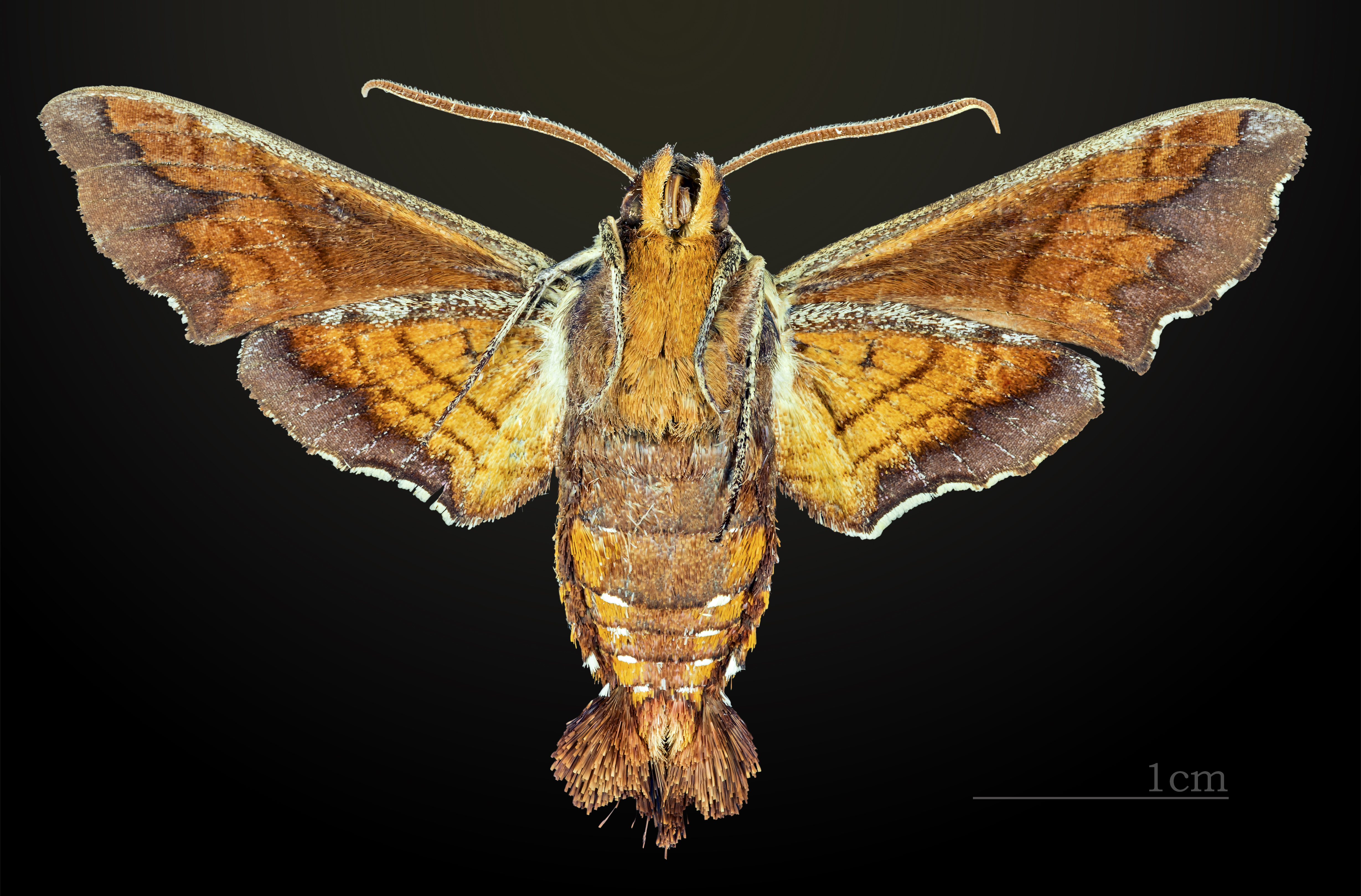
Macho vista ventral

## Imágenes

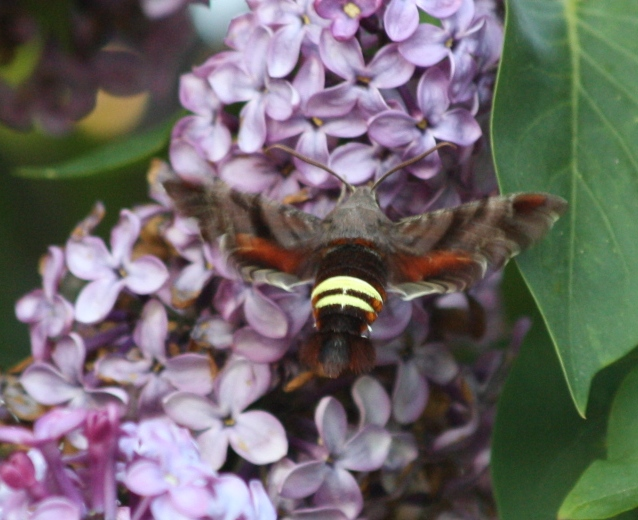
Visitando una lila
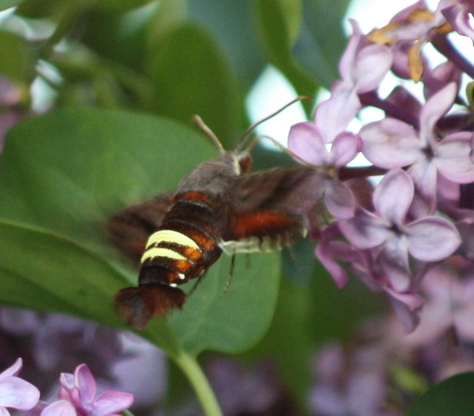